# Holy Brother Cycling Team/Saison 2012
Dieser Artikel listet Erfolge und Fahrer des Radsportteams Holy Brother Cycling Team in der Saison 2012 auf.

## Abgänge – Zugänge
| Zugänge       | Team 2011 | Abgänge     | Team 2012 |
| ------------- | --------- | ----------- | --------- |
| Cao Guanqun   | Neoprofi  | Long Jin    | Unbekannt |
| Wang Fengnian | Neoprofi  | Ma Longying | Unbekannt |
| Wang Xiaohang | Neoprofi  | Ma Teng     | Unbekannt |
|               |           | Wei Baoxin  | Unbekannt |
|               |           | Xu Junheng  | Unbekannt |

## Mannschaft
| Name          | Geburtstag        | Nationalität        |
| ------------- | ----------------- | ------------------- |
| Cao Guanqun   | 1. Juli 1992      | Volksrepublik China |
| Li Chao       | 11. Februar 1992  | Volksrepublik China |
| Ma Ben        | 1. Januar 1989    | Volksrepublik China |
| Man Jianren   | 20. November 1988 | Volksrepublik China |
| Qiu Guangyuan | 9. Mai 1990       | Volksrepublik China |
| Wang Fengnian | 16. Juni 1992     | Volksrepublik China |
| Wang Xiaohang | 20. Juni 1992     | Volksrepublik China |
| Xu Yulong     | 14. April 1990    | Volksrepublik China |
| Yue Hao       | 26. November 1992 | Volksrepublik China |
| Zhao Yiming   | 17. November 1992 | Volksrepublik China |